# Holyoke (Massachusetts)
Holyoke település az Amerikai Egyesült Államok Massachusetts államában, Hampden megyében. Lakosainak száma 38 238 fő (2020. április 1.).

## Közlekedés
A települést érinti az Amtrak egyik távolsági vasúti járata is, a Vermonter.

## Népesség
A település népességének változása:
| Lakosok száma | 3245 | 10 733 | 35 637 | 57 730 | 60 203 | 54 661 | 50 112 | 43 704 | 39 880 | 38 238 |
|               | 1850 | 1870   | 1890   | 1910   | 1920   | 1950   | 1970   | 1990   | 2010   | 2020   |